# Deadly Voyage – Treibgut des Todes
Deadly Voyage – Treibgut des Todes ist ein US-amerikanischer Fernsehfilm aus dem Jahr 1996. Regisseur des Films war John Mackenzie, das Drehbuch schrieb Stuart Urban. Der Film wurde von Union Pictures und Viva Films für BBC Films und HBO Films produziert. Er erzählt die auf einer wahren Begebenheit basierende Geschichte von Kingsley Ofosu, dem einzigen Überlebenden einer Gruppe von neun Einschleichern, die 1992 an Bord des Frachtschiffes MC Ruby entdeckt und in der Folge von Mitgliedern der Besatzung ermordet wurden.

## Handlung
Während der Entlöschung des Frachtschiffs MC Ruby im Hafen von New York springen sechs Einschleicher aus einem Container und gelangen an Land. Dort werden sie von Hafenarbeitern und der Polizei aufgehalten und festgenommen. Die ukrainische Besatzung des Schiffes beobachtet die Szenerie amüsiert. Kapitän und Erster Offizier des Schiffes, Ion Plesin, sind jedoch verärgert, da sie wissen, dass die Reederei wegen der illegalen Einwanderer hohe Strafen wird zahlen müssen. Andreas Vlachos, ein Vertreter der Reederei, kommt infolge des Vorfalls in New York an Bord. Er warnt die Schiffsbesatzung, dass man sie verantwortlich halten würde, sollte sich solch ein Fall wiederholen. Die nächste Reise des Schiffes, die wieder nach Afrika geht, bleibt er an Bord.
Später liegt die MC Ruby in einem Hafen in Ghana, um Kakao zu laden. Dort arbeitet Kingsley Ofosu, der Pläne schmiedet, als Einschleicher an Bord eines Schiffes zu gehen, um für sich und seine schwangere Frau ein besseres Leben in den Vereinigten Staaten aufbauen zu können. Als er in der Lotterie gewinnt, beschließt er, seinen Plan in die Tat umzusetzen. Das Geld aus dem Lotteriegewinn will er als Startkapital nutzen.
Ofosu, sein Bruder und sechs weitere Männer verstecken sich im Laderaum des Schiffes. Vor dem Auslaufen des Schiffes hat Plesin nur eine Stunde Zeit, das Schiff nach Einschleichern zu durchsuchen. Bei der hastigen Suche werden Ofosu und seine Leute nicht gefunden und das Schiff verlässt den Hafen mit Ziel Le Havre und New York.
Ofosus Gruppe stößt an Bord auf einen weiteren Einschleicher, einen Mann aus Kamerun. Die Männer diskutieren heiter ihre Pläne für ihr neues Leben in den Vereinigten Staaten. Als später ihr Wasserbehälter kaputtgeht, sind sie gezwungen, den Laderaum auf der Suche nach Wasser zu verlassen. Dabei hinterlassen sie Spuren, die von der Schiffsbesatzung entdeckt werden. Um zu verhindern, dass Vlachos erfährt, dass die Suche nach Einschleichern vor dem Verlassen des Hafens fehlgeschlagen war, lässt der Kapitän seinen Ersten Offizier eine kleine Mannschaft zusammenstellen, die das Schiff noch einmal gründlich durchsucht. Dabei werden die Einschleicher im Laderaum gefunden. 
Anschließend diskutieren Plesin und der Kapitän die Situation. Da die Reederei sie für Strafen verantwortlich halten wird, dürfen die Einschleicher beim Einlaufen in den nächsten Hafen nicht an Bord sein. Andererseits können sie auch nicht den Kurs des Schiffes ändern, um sie an anderer Stelle von Bord gehen zu lassen, da Vlachos dies erfahren würde. 
Plesin und seine Suchmannschaft sperren die Einschleicher ohne Essen und Wasser in den Kettenkasten. Als diese sich dagegen wehren wollen, zeigt Plesin wenig Mitgefühl für ihre Motivation, der Armut in ihren Heimatländern zu entkommen. Er erwidert, dass er und seine Leute entlassen würden, wenn die Afrikaner gefunden würden und sie in der Ukraine noch weniger als Ofosu als Hafenarbeiter in Ghana verdienen würden. 
Yuri, einer der Suchmannschaft, bekommt Mitleid mit den Afrikanern. Er bringt ihnen heimlich Wasser, kann jedoch nicht mehr tun. Während die Einschleicher leiden, bedauert Ofosu, die Gruppe in den Tod geführt zu haben.
Der Kapitän des Schiffes stimmt Plesins Plan zu, die Einschleicher umzubringen. Plesin und seine Leute holen die Einschleicher dafür in kleinen Gruppen aus dem Kettenkasten. Anschließend werden die Afrikaner umgebracht und die Leichen über Bord geworfen. Yuri versucht, dies zu verhindern, wird von den anderen Männern aber überwältigt. Ofosu und sein Bruder werden als letzte geholt. Da sie aber mutmaßen, was passieren würde, versuchen sie zu fliehen, indem sie in verschiedene Richtungen davonlaufen. Plesins Leute schießen auf Ofosus Bruder und werfen ihn schließlich über Bord. Ofosu, der dies mitansehen muss, kann entkommen und versteckt sich wieder im Laderaum. Bei der erneuten Suche nach ihm wird er nicht gefunden. Plesins Leute sind besorgt, den Einschleicher nicht gefunden zu haben, glauben aber, ihn im Hafen dingfest machen zu können, wenn er versucht, das Schiff zu verlassen. 
Nachdem das Schiff nachts in Le Havre festgemacht hat, nutzt Ofosu die Chance und entkommt über das Lüftungssystem des Laderaums. Zuvor versteckt er noch ein Foto von sich und seiner Frau in einem der Kakaosäcke. Er gelangt an Land und flieht zur Polizei, bevor Plesins Leute ihn erreichen.
Am nächsten Tag erscheinen Behördenvertreter an Bord der MC Ruby, um Ofosus Aussagen zu überprüfen. Plesin verneint zunächst, Einschleicher an Bord gehabt zu haben, die Behördenvertreter durchsuchen jedoch den Laderaum und finden Ofosus Bild, das er in einem der Kakaosäcke versteckt hatte. Plesin gibt schließlich zu, die Einschleicher umgebracht zu haben, argumentiert jedoch, er und seine Leute hätten Frankreich einen Gefallen getan, indem sie verhindert hätten, dass die im Land unerwünschten Afrikaner illegal einreisen konnten. Plesin und seine Leute sowie der Kapitän des Schiffes werden verhaftet.
Der Film endet mit einem Telefonat Ofosus mit seiner Frau, bei dem er das Weinen seines neugeborenen Sohns hört. Er schlägt vor, ihm den Namen seines ermordeten Bruders zu geben.
Im Epilog des Films ist das Ergebnis der Gerichtsverhandlung gegen die Beteiligten der Schiffsbesatzung im wahren Fall zu lesen: Kapitän und Erster Offizier wurden des Mordes für schuldig befunden und zu einer lebenslangen Gefängnisstrafe verurteilt. Drei weitere Besatzungsmitglieder wurden zu jeweils 20-jährigen Gefängnisstrafen verurteilt, ein weiterer wurde freigesprochen. Kingsley Ofosu lebt in Frankreich und hofft, dass seine Frau und sein Sohn nachkommen können. Die Charaktere im Film entsprechen nicht direkt den wahren Beteiligten und die Namen wurden geändert.

## Produktion
Als die Gerichtsverhandlung des Falls international Schlagzeilen machte, bemühten sich verschiedene Filmproduzenten, die Rechte an der Geschichte von Ofosu zu bekommen. Die Rechte gingen schließlich an Union Pictures und Viva Films, die den Film mit Finanzmitteln von BBC Films und HBO Films produzierten.
Das Drehbuch für den Film wurde von Stuart Urban geschrieben, der dafür in erster Linie Interviews mit Ofosu nutzte. Urban war auch als Regisseur des Films vorgesehen, wurde jedoch, als er erkrankte, durch John Mackenzie ersetzt. Der Film wurde in England und Ghana gedreht.
John Goldschmidt als Produzent des Films erwähnte, dass der Dreh in Ghana eine besondere Herausforderung war, da das Wetter ausgesprochen heiß und feucht und mehrere am Dreh beteiligte Personen an Malaria oder Durchfall erkrankten. Auch gab es viele logistische Probleme, da in Ghana die Infrastruktur für so einen Filmdreh fehlte. So sollte der Film zunächst in Südafrika gedreht werden, einem Land, das häufiger als Schauplatz für in Afrika spielende Filme genutzt würde. Man entschied sich jedoch der Authentizität wegen für den Dreh in Ghana, und dies wäre im fertigen Film auch zu sehen.
Omar Epps, der im Film Kingsley Ofosu verkörperte, sprach etwas positiver über seine Erfahrungen in Ghana. Er konnte viel Zeit mit Ofosu verbringen, um sich auf die Rolle vorzubereiten, und lernte dabei auch etwas Twi.
2006 meldete Ofosu Zweifel an, von Union Pictures angemessen bezahlt worden zu sein. Er hat nach eigenen Angaben 67.500 USD erhalten. Dies basierte jedoch auf einer Schätzung der Produktionskosten, von denen er 1,5 % bekommen sollte. Er habe nie eine Aufstellung der tatsächlichen Produktionskosten erhalten, um zu sehen, ob ihm mehr Geld zustünde. Weiterhin sollte er mit 10 % an den Nettoeinnahmen, die der Film einspielte, beteiligt werden. Auch dieses Geld habe er nicht erhalten. Bradley Adams als Co-Produzent verwies an HBO und die BBC, von denen auch er nie eine Aufstellung der Einnahmen oder der Produktionskosten erhalten hätte.

## Rezeption
Zeitungen schrieben überwiegend positiv über den Film. Die Los Angeles Times beschrieb den Film als „erschreckend realistisch“. Die New York Times allerdings nannte den Film „keinen guten Film“, in dem die meisten Charaktere „wenig mehr als Strichmännchen“ seien. Der Film wäre dennoch „erschütternd“ und ließe „tief in menschliche Grausamkeit“ blicken. Hervorgehoben wurden die Leistungen von Epps und Pertwee, welche die beiden Hauptfiguren des Films verkörperten.

## Sonstiges
Der Film wurde 1996 als VHS-Video veröffentlicht und 1998 auf RTL II erstmals im deutschen Fernsehen gezeigt.